# 사리트 하다드
사리트 하다드(1978년 9월 20일 ~ , 히브리어: שרית חדד)는 이스라엘의 가수이다. 유로비전 송 콘테스트 2002에서 이스라엘 대표로 참가했다.